# Лалискури
Лалискури (груз. ლალისყური) — село в Телавском муниципалитете Грузии. Село Он расположено на Алазнинской долине, на правом берегу реки Стори. 440 метров над уровнем моря, 33 километра от Телави. По переписи 2014 года в селе проживает 499 человек. Замок Лалискури расположен в деревне.